# Scuola Italiana Vittorio Montiglio
La Scuola Italiana Vittorio Montiglio, también conocida como Scuola Italiana de Santiago  o simplemente "Scuola" —corporación de derecho privado sin fines de lucro— es un colegio laico, particular, co-educacional y trilingüe español, italiano e inglés, que contempla la formación de niños y niñas desde la primera infancia hasta la educación media. 
La Scuola está inserta en el sistema educacional chileno y ha sido reconocida por el Ministerio de Educación de Chile mediante el decreto Nº 1444 del año 1929. Además, es reconocida como una Scuola Paritaria desde el año 2005, es decir, es reconocida por el Ministerio de Educación Italiano como colegio italiano en el extranjero, a través del decreto 2624 del año 2005.
Desde hace ya más de 10 años desarrolla un Proyecto Educativo único que integra ambos sistemas educacionales. Los títulos obtenidos en la Scuola Italiana le permiten a sus alumnos optar por continuar sus estudios en Chile, en alguna universidad italiana o en cualquier país de la Unión Europea. Con el espíritu laico, democrático y con atención a la diversidad que caracteriza al colegio, educa en las dimensiones intelectuales, culturales, sociales y físicas, entregando una educación plural, multicultural e integral, en una comunidad que rescata los valores de la tradición familiar italiana. 
El actual rector de la Scuola es el Sr. Italo Oddone Arregui. 

## Reseña Histórica[3]
Durante el último cuarto del siglo XIX y primeras décadas del XX, los italianos crearon en Chile una serie de instituciones que los mantenían relacionados en esta “nueva tierra que habitaban”. Entre estas, destacó la Società di Mutuo Soccorso Italia, especialmente importante ya que fue en su interior donde se propuso y se dio forma a la Scuola Italiana en el año 1891. Luego de diversas discusiones acerca del propósito de la Scuola, como por ejemplo, que debía atender de manera preferente a los hijos de los más necesitados (Presidente de la Società), o cuyo principal objetivo debía ser la difusión de la lengua italiana y mantener viva la italianidad entre los inmigrantes, quienes acostumbraban a entenderse en sus respectivos dialectos (Director del diario L’Eco d’Italia). Finalmente, en el interior de la Società, se eligió un Comité Fundacional formado por 17 personas, la mayoría de ellas intelectuales y artistas. En resumen, la Scuola fue promovida y llevada adelante por la élite cultural de la colonia de la época. En sus inicios la Scuola, que funcionaba al interior de la Società más una sucursal en el N° 1 de Calle Moneda, pasó por momentos muy precarios y de mucho esfuerzo para sobrevivir. De hecho, estas dificultades llevaron a la formación en 1897 de la Società Italiana d’Istruzione, entidad creada para mantener y dirigir la Scuola. Se tomó la decisión de renovar todo desde sus cimientos: nuevo local (se arrendó uno en la calle San Pablo N° 42), nuevos maestros, nueva organización, mayor amplitud de programas y mayor vigilancia en su cumplimiento.
En 1904, la Scuola Italiana fue objeto de múltiples reformas, entre las cuales el cambio de sede, con el arriendo de una casa “elegante, cómoda y limpia” en la calle Arturo Prat N° 145. Desde 1908 a 1914, la Scuola funcionó en seis sedes distintas, la última de ellas, Lord Cochrane, correspondía a la primera casa propia. Durante estos años, los alumnos sobrepasaron por poco los sesenta en los momentos de mayor afluencia. Este carácter itinerante la rodeaba de una cierta inseguridad y, probablemente, muchos alumnos no la seguían a través de los diversos barrios. Así como se cambiaba de residencia en forma frecuente, también la dirección pedagógica estaba sujeta a esta variación constante. De hecho, los años entre 1924 y 1935 fueron de sucesivas crisis y la Scuola estuvo a punto de cerrar sus puertas en diversas oportunidades.
Con el empeño de mejorar la Scuola y proyectarla a un mejor nivel, el Istituto Italiano di Cultura ofreció su auspicio directo. Fue así como el año 1935 significó el inicio de un tiempo de crecimiento. Se concretó el apoyo del gobierno de Italia con el envío de la profesora Amalia Zagni, con quien la Scuola se ponía a la vanguardia pedagógica en el país; se arrendó la hermosa casa de calle MacClure, el número de alumnos sobrepasó los 220 inscritos y, finalmente, se inauguró el nombre de Scuola Italiana Vittorio Montiglio. En 1936, luego que la sede de MacClure Villa Elisa fuera pedida por el arrendador, se consideró urgente procurar un edificio propio. Fue así como el Consejo de la Scuola, presidido por Arnaldo Falabella, llegó a un acuerdo con la Casa de los Italianos y decidieron comprar en conjunto el edificio de Agustinas esquina Miraflores, con el objeto de instalar allí la Scuola. Luego de mucho tiempo se pudo contar con un edificio propio, lugar en que la Scuola se mantendría hasta el año 1965. Finalmente y luego de un largo itinerario que se inició con el momento mismo de la fundación, la Scuola había llegado a un lugar estable. Los 200 alumnos asistentes en 1936, aumentaron en el año siguiente a 300. En 1941 llegaron a los 356. Los profesores, dirigidos por la rectora Ersilia Coscia, venida desde Italia, se habían renovado, buscándose profesionales que destacaran por la preparación en las distintas materias que tenían a su cargo.
La Segunda Guerra Mundial se incorporó a la contingencia de la Scuola Italiana, pero, paradojalmente, no la afectó ya que esta siguió funcionando en términos más o menos normales. Entre sus miembros se despertó la solidaridad para con los niños italianos: ante la adversidad se produjo la unidad. El desarrollo de la Scuola durante este período estuvo marcado por el aumento del número de alumnos que concurrieron a ella. Pese a las constantes y notables mejorías efectuadas a la estructura, las salas de clases, servicios higiénicos, etc., ya en el año 1947 el Consejo Escolar comenzó a pensar en encontrar un nuevo terreno, para sustituir al viejo pero sólido edificio de calle Agustinas. En el año 1956, asumió la dirección de la Scuola Italiana, el profesor Francesco Borghesi, quien se mantuvo de manera ininterrumpida en su cargo hasta 1970, para reasumir la rectoría en 1976 por un tiempo cercano a diez años. Fue durante este tiempo que, contando con un director muy destacado en todos los aspectos, la Scuola Italiana alcanzó su madurez en lo pedagógico y la estabilidad en la rectoría, área que había estado marcada por los constantes cambios. En 1957, la Casa de los Italianos y el Hospital Italiano, decidieron unir las fuerzas de las dos instituciones con las de la Scuola para efectuar la compra de un terreno en el cual construir la nueva Scuola. La elección recayó en el terreno de Avenida Apoquindo 4836. Finalmente los progresos experimentados por la Scuola Italiana en los diversos aspectos pedagógicos, topaban con el problema del edificio y su ubicación en pleno centro de Santiago, que para 1960 había experimentado cambios profundos, convirtiéndose en una zona populosa y contaminada.
Fueron muchas las personas que dedicaron su tiempo a esta obra, cooperando desinteresadamente para hacer posible la construcción del edificio que pasó a albergar la Scuola Italiana a partir de 1965. En esta nueva sede, más moderna y mejor equipada, el número de alumnos aumentó considerablemente. Se creó la Scuola Nido, inicialmente para recibir a los hijos de los funcionarios de la institución, pero que actualmente, gracias a su apertura y a que ya forma parte de la Comunidad Educativa, cuenta con más de 100 niños. Con los años, las instalaciones de la sede de Apoquindo se hicieron insuficientes y hubo que trasladar la Scuola Materna, la Scuola Nido y los dos primeros años de la Scuola Elementare, a otra sede, para lo cual se adquirieron unos terrenos aledaños al Stadio Italiano, ubicados en Constancio Vigil. Esta situación y la falta de espacios adecuados para el desarrollo integral de los alumnos, junto a las consecuencias del crecimiento de la comuna de Las Condes, como la contaminación ambiental y acústica, preocupaban al Consiglio Direttivo de la Scuola, por lo que se comenzó a buscar un terreno más alejado y con el espacio suficiente para albergar a todos los alumnos en un solo lugar. Fue así como en los años ’80 se adquirieron los terrenos de San Carlos de Apoquindo, aunque hubo que esperar hasta el 2009 para que se viera concretado el sueño de tener una infraestructura moderna, espaciosa y que permitiera una mejor convivencia de la comunidad.
Hay que destacar que finalmente en el año 2005 se logró, después de varios años de trabajo, obtener la Parità Scolastica. Para ello, la Scuola tuvo que adecuar su currículum a las exigencias del Ministero della Pubblica Istruzione Italiana, con las exigencias del Ministerio de Educación Chileno. Esto significó cambios importantes en la enseñanza y, al mismo tiempo, un gran avance en la difusión de la cultura e idioma italianos. Luego de una sencilla ceremonia al aire libre para poner la Primera Piedra, y de dos años de construcción, la comunidad se trasladó a la nuova Scuola en el año 2009. 

## Premio Gellona
El Premio Eugenio Gellona corresponde a la máxima distinción que entrega la institución a un alumno de cada generación egresada
| Año  | Nominados                                                                        | Ganador/a                   |
| ---- | -------------------------------------------------------------------------------- | --------------------------- |
| 2024 | Elisa Pattillo Orsini                                                            |                             |
|      |                                                                                  |                             |
| 2022 |                                                                                  | Italo Lubiano               |
| 2021 |                                                                                  | Luis Schilling Ferraz       |
| 2020 | Josefina Olivari Herrera, José Enrique Calcagni Peña, Catalina Paz Fierro Rivero | Catalina Paz Fierro Rivero  |
| 2019 |                                                                                  | Martín Virrueta             |
| 2018 |                                                                                  | Paula de Vincenzo           |
| 2017 |                                                                                  | Sofía Bardi                 |
| 2016 |                                                                                  | Andrés Pincheira San Martín |
| 2015 |                                                                                  | José Pablo Arnes Avila      |